# Epsilon Crucis
Ginan eller Epsilon Crucis (ε Crucis, förkortat Eps Cru, ε Cru) som är stjärnans Bayerbeteckning, är en ensam stjärna belägen i den mellersta delen av stjärnbilden Södra korset. Den har en skenbar magnitud på 3,58 och är synlig för blotta ögat där ljusföroreningar ej förekommer. Baserat på parallaxmätning inom Hipparcosuppdraget på ca 14,2 mas, beräknas den befinna sig på ett avstånd på ca 230 ljusår (ca 71 parsek) från solen. 

## Nomenklatur
Epsilon Crucis har det traditionella namnet Ginan i kulturen hos Wardamanfolket i norra territoriet i Australien. År 2016 organiserade Internationella astronomiska unionen en arbetsgrupp för stjärnnamn (WGSN) med uppgift att katalogisera och standardisera riktiga namn för stjärnor. WGSN fastställde namnet Ginan för Epsilon Crucis  i november 2016 och detta är nu inskrivet i IAU:s Catalog of Star Names.

## Egenskaper
Epsilon Crucis är en orange till röd jättestjärna av spektralklass K3 III, vilket anger att den har förbrukat vätet i dess kärna och utvecklats bort från huvudserien. Den har massa som är omkring 50 procent större än solens massa, en radie som är ca 28 gånger större än solens och utsänder från dess fotosfär ca 300 gånger mera energi än solen vid en effektiv temperatur av ca 4 300 K. Stjärnan är en misstänkt variabel.